# اس‌جی وانابی
اس‌جی وانابی (کره‌ای: SG 워너비؛ انگلیسی: SG Wannabe) گروه موسیقی اهل کره جنوبی شامل سه عضو کیم یونگ جون، کیم جین هو و لی سوک هون است. این گروه در سال ۲۰۰۴ و با انتشار تک‌آهنگ «جاودان» از آلبوم SG Wanna Be+ فعالیت خود را آغاز کرد و برندهٔ جایزه بهترین آرتیست تازه‌کار در جوایز گلدن دیسک و جوایز موسیقی سئول شد. دومین آلبوم گروه سال‌داگا به پرفروش‌ترین آلبوم سال ۲۰۰۵ در کره جنوبی تبدیل شد و جایزه آلبوم سال در جوایز گلدن دیسک را برنده شد.
دو آلبوم بعدی گروه، The 3rd Masterpiece (۲۰۰۶) و The Sentimental Chord (۲۰۰۷) نیز از نظر تجاری و انتقادی موفق بودند. در سال ۲۰۰۸، عضو اصلی گروه چه دونگ ها گروه را ترک کرد و لی سوک هون به عنوان عضو جدید به این گروه پیوست.